# Il mistero di Laura
Il mistero di Laura è un film del 2012 diretto da Giovanni Galletta. 
Il film è stato presentato nelle sale italiane il 31 agosto 2012.

## Trama
Davide è un trentottenne maestro di violino e soffre di depressione. La diciottenne Costanza è una sua allieva. Il giorno della prima lezione, sotto casa di Davide, la ragazza incontra Laura, una donna di trent'anni con cui instaura una forte amicizia. Qualche giorno dopo, durante una lezione, Costanza riconosce l'amica in una fotografia su una mensola nella casa del proprio maestro. Di fronte allo spontaneo racconto dell'allieva, Davide, arrabbiato e ferito, le confida che non può permettersi di dire di avere conosciuto Laura solo due giorni prima, perché sono trascorsi tre mesi dalla notte in cui Laura, sua sorella, è morta in un incidente stradale. Dopo le prime verifiche del caso, emergono circostanze sconcertanti che dimostrano la buona fede della ragazzina e che portano i due ad indagare. Questo, però, è solo l'inizio del viaggio in un mistero che, inevitabilmente, cambierà le vite di Davide e di Costanza, per sempre.